# Discografia de Calcinha Preta
A banda Calcinha Preta possui uma discografia de 30 volumes oficiais, sendo 20 em estúdio e 10 ao vivo, além de diversos álbuns promocionais. A videografia da banda possui 10 DVDs oficiais e 7 DVDspromocionais. A banda também possui dois álbuns de compilação e duas trilhas sonoras em novelas da TV Globo.

## Álbuns de estúdio
| Ano  | Título                                       | Vendas    |
| ---- | -------------------------------------------- | --------- |
| 1996 | A Banda de Forró Mais Gostosa do Brasil      | 100.000   |
| 1997 | Forrozão da Condenada & Banda Calcinha Preta | 100.000   |
| 1998 | A Moçada é Só Filé!                          | 500.000   |
| 2000 | Sou Seu Amor                                 | 660.000   |
| 2001 | Seu Coração Vai Aprender o Que é Paixão      | 600.000   |
| 2002 | Amor da Minha Vida                           | 710.000   |
| 2003 | A Gente Se Vê Lá                             | 840.000   |
| 2004 | Hoje à Noite                                 | 800.000   |
| 2005 | Mágica                                       | 825.000   |
| 2006 | Dois Amores, Duas Paixões                    | 1.500.000 |
| 2006 | Pensão Alimentícia                           | 1.000.000 |
| 2007 | Como Vou Deixar Você?                        | 515.000   |
| 2007 | Fica Comigo, Paulinha!                       | 390.000   |
| 2008 | Vencedor, Nós Estamos Com Você!              | 550.000   |
| 2010 | Sou Assim, Não Vou Mudar                     | 150.000   |
| 2011 | Meu Primeiro Namorado                        | 100.000   |
| 2012 | Eu Amo Você                                  |           |
| 2013 | Premium: Bem-Vindo à Nossa História          |           |
| 2014 | Filmes e Histórias                           |           |
| 2015 | Balada Prime                                 |           |

## Álbuns ao vivo
| Ano  | Título                                    | Vendas    |
| ---- | ----------------------------------------- | --------- |
| 1997 | Arrepiando com a Galera! - Ao Vivo        | 850.000   |
| 1999 | A Moçada é Só Filé! - Ao Vivo             | 1.000.000 |
| 2002 | Ao Vivo, vol. 8                           | 800.000   |
| 2005 | Mágica: Show Histórico                    | 1.150.000 |
| 2008 | Ao Vivo no Recife                         | 625.000   |
| 2009 | Volume 20 - Ao Vivo                       | 300.000   |
| 2009 | Eu Amo Demais - Ao Vivo e Na Boca do Povo | 200.000   |
| 2010 | Virei Seu Fã - Ao Vivo na Bahia           | 100.000   |
| 2011 | Calcinha Preta 360º                       | 100.000   |
| 2023 | Calcinha Preta Vol.30                     | 100.000   |

## Álbuns promocionais
| Ano  | Título                                                |
| ---- | ----------------------------------------------------- |
| 2008 | O Romantismo da Calcinha Preta - Ao Vivo Em São Paulo |
| 2008 | Vencedor - Ao Vivo Em Campina Grande                  |
| 2008 | 100% Calcinha Preta - Ao Vivo Em Barretos             |
| 2009 | Único Amor - Ao Vivo No Rio de Janeiro                |
| 2009 | Ao Vivo Em Florianópolis - SC                         |
| 2010 | No Carnaval 2010 - Ao Vivo                            |
| 2010 | Ao Vivo Em Búzios - RJ                                |
| 2010 | Ao Vivo Em Montes Claros - MG                         |
| 2010 | Ao Vivo Na Vaquejada de Serrinha - BA                 |
| 2011 | Ao Vivo Em São Paulo                                  |
| 2011 | Ao Vivo Pelo Brasil                                   |
| 2013 | Já Tentei Esquecer Esse Amor                          |
| 2014 | Você é Especial Pra Mim                               |
| 2017 | Aguente Firme e Persista no Amor!                     |
| 2019 | Ao Vivo Nos 25 Anos do Terreiro da Vila               |
| 2021 | Ao Vivo Em Caruaru                                    |
| 2022 | Como Não Amar? (Ao Vivo Em Belém)                     |
| 2022 | Do Passado ao Presente                                |
| 2023 | Ao Vivo Em São Paulo                                  |
| 2024 | Atemporal (Deluxe)                                    |

## Álbuns de vídeo
| Ano  | Título                             | Vendas    |
| ---- | ---------------------------------- | --------- |
| 2003 | Ao Vivo em Salvador                | 2.000.000 |
| 2005 | Mágica: Show Histórico             | 1.600.000 |
| 2008 | Ao Vivo no Recife                  | 800.000   |
| 2011 | Calcinha Preta 360º                | 300.000   |
| 2020 | CP 25 Anos                         |           |
| 2024 | Atemporal - Ao Vivo em Salvador    |           |
| 2025 | Atemporal 360º - Ao Vivo em Maceió |           |
| 2025 | Atemporal 3 - Ao Vivo em São Paulo |           |

## Álbuns de vídeo para internet
| Ano  | Título                     | Visualizações |
| ---- | -------------------------- | ------------- |
| 2018 | Edição Especial (Acústico) | 31.191.000    |
| 2023 | Volume 30                  | 18.200.000    |

## Álbuns de vídeo promocionais
| Ano  | Título                            |
| ---- | --------------------------------- |
| 2009 | Ao Vivo Em General Maynard        |
| 2012 | Ao Vivo No Forró Caju 2012        |
| 2013 | Ao Vivo No Forró Caju 2013        |
| 2015 | Ao Vivo No Arraiá do Galinho      |
| 2016 | Ao Vivo Em Japaratuba - SE        |
| 2022 | Como Não Amar? (Ao Vivo Em Belém) |
| 2023 | Ao Vivo Em São Paulo              |

## EPs
| Ano  | Título                                |
| ---- | ------------------------------------- |
| 2020 | CP 25 Anos - Parte 1                  |
| 2020 | CP 25 Anos - Parte 2                  |
| 2020 | CP 25 Anos - Parte 3                  |
| 2020 | CP 25 Anos - Parte 4                  |
| 2023 | Volume 30 - EP.01                     |
| 2023 | Volume 30 - EP.02                     |
| 2023 | Volume 30 - EP.03                     |
| 2024 | Atemporal EP.01 - Ao Vivo Em Salvador |
| 2024 | Atemporal EP.02 - Ao Vivo Em Salvador |
| 2024 | Atemporal EP.03 - Ao Vivo Em Salvador |
| 2024 | Atemporal EP.04 - Ao Vivo Em Salvador |

## Compilações
| Ano  | Título              |
| ---- | ------------------- |
| 2006 | As 20+              |
| 2012 | Os Grandes Sucessos |

## Trilhas sonoras
| Ano  | Título             | Novela             | Emissora |
| ---- | ------------------ | ------------------ | -------- |
| 2009 | Você Não Vale Nada | Caminho das Índias | TV Globo |
| 2015 | A Dona do Barraco  | A Regra do Jogo    | TV Globo |